# Ernest Barberolle
Ernest Barberolle (ur. 16 października 1861 w Paryżu, zm. 5 września 1948 w Joinville-le-Pont) – francuski wioślarz, srebrny medalista olimpijski.
Wystąpił na igrzyskach olimpijskich w Antwerpii w 1920, gdzie razem z Gabrielem Poix i Maurice'em Boutonem zdobył srebrny medal w dwójkach ze sternikiem. W finale Francuzi o 1 sekundę przegrali z Włochami. Był to jego jedyny start olimpijski.
W dwójkach ze sternikiem zdobył także złoty medal na mistrzostwach Europy w Mâcon (1920) i brązowy na mistrzostwach Europy w Como (1923). 
W trakcie kariery reprezentował barwy klubu Société Nautique de la Marne.
Partner z osady na IO 1920, Maurice Bouton, był również jego zięciem